# Їв Томас
Їв Томас (англ. Eve Thomas, 9 лютого 2001) — новозеландська плавчиня.
Учасниця Олімпійських Ігор 2020 року, де в попередніх запливах на дистанції 800 метрів вільним стилем посіла 18-те місце і не потрапила до фіналу. В естафеті 4x200 метрів вільним стилем її збірна посіла 12-те місце і не потрапила до фіналу.